# Internet Protocol over Fibre Channel
Bei Internet Protocol over Fibre Channel (IPFC) wird das Internetprotokoll (IP) in Fibre Channel Pakete verpackt und über ein Storage Area Network (SAN) transportiert. IPFC ist als offener Standard im RFC 2625 beschrieben und wird von verschiedenen Herstellern unterstützt. Da die Hardware im Bereich Fibre Channel um ein Vielfaches teurer ist als Ethernethardware mit vergleichbarer Bandbreite, wird diese Art der Implementierung nur in sehr besonderen Situationen verwendet.
Das T17-Komitee wurde von den INCITS eingerichtet, die für Fibre Channel, Fiber Channel over Ethernet und jetzt EoFC zuständig ist. Die T17 ist verantwortlich für alle Spezifikationen rund um EoFC, und bilde insbesondere die Schnittstelle zwischen den beiden Technologien. Um die Kompatibilität mit älteren Ethernet oder TCP/IP-Stacks zu gewährleisten, biete das Protokoll Ethernet-Schnittstellen zum Host-Betriebssystem.
Aktuell leide die Technologie unter einer fehlenden Interoperabilität zwischen den Herstellern, weshalb man vor der Einrichtung abwägen sollte, ob die Produkte zusammen passen.